# التهاب القصيبات المسد لذات الرئة المنظم
التهاب القصيبات المسد لذات الرئة المنظم (بالإنجليزية: Bronchiolitis obliterans organizing pneumonia)‏ هو مرض من أمراض ذات الرئة غير المعدية، وبالتحديد هو التهاب يصيب القصيبات (التهاب القصيبات) والأنسجة المحيطة ضمن الرئتين.
يكون المرض غالبًا أحد مضاعفات مرض التهابي مزمن مثل التهاب المفاصل الروماتويدي، أو التهاب العضلات والجلد، ويمكن أن يكون أحد الآثار الجانبية لبعض الأدوية مثل أميودارون. وُصف المرض أول مرة من قبل غاري إيبلر في عام 1985.
تُظهر السمات السريرية والصور الشعاعية التهابًا رئويًا خمجيًا. ويُشتبه بالتشخيص حين لا تستجيب الحالة للمضادات الحيوية، ويظهر زرع الدم والقشع سلبية المتعضيات.

## مصطلحات
يشير مصطلح «منظم» إلى التهاب رئوي غير شافٍ (يستمر فيه النتح السنخي الذي يتليف في النهاية) فتتشكل الأنسجة الليفية في الحويصلات الهوائية. يشار عادة إلى مرحلة الشفاء و/أو إعادة التشكل بعد الالتهابات الجرثومية بالالتهاب الرئوي المنظم، سريريًا و مرضيًا.
ترى جمعية الصدر الأمريكية والجمعية الأوروبية للجهاز التنفسي أن «الالتهاب الرئوي المنظم مجهول السبب» هو المصطلح السريري المفضل لهذا المرض لأسباب متعددة:
- تجنب الخلط بينه وبين التهاب القصيبات المسد، الذي لا يكون موجودًا في جميع حالات هذا المرض.
- تجنب الخلط بينه وبين التهاب القصيبات المُضيق.
- التأكيد على أن المرض مجهول السبب.

## العلامات والأعراض
التظاهر الكلاسيكي لالتهاب الرئة المنظم مجهول السبب هو الأعراض الجهازية غير النوعية (كالحمى والعرواءات والتعرق الليلي والتعب وفقدان الوزن) والأعراض التنفسية (مثل صعوبة التنفس والسعال) تترافق الأعراض بامتلاء الحويصلات الهوائية الذي يظهر على صورة الصدر بالأشعة السينية، يوحي هذا العرض عادة أن غالبية مرضى التهاب الرئة المنظم مجهول عولجوا على الأقل مرة واحدة بشوط علاجي من المضادات الحيوية قبل التشخيص.

## الأسباب
- العدوى الرئوية الجرثومية أو الفيروسية أو الطفيلية.
- الأدوية: أدوية الأورام، إرلوتينيب، أميودارون
- التعرض الكيميائي، خاصة ثنائي الأسيتيل[7]
  - السجائر الإلكترونية: في 17 أكتوبر 2019 أبلغت المجلة الأمريكية لعلم الأمراض السريري أن خزعات الرئة من المصابين بالمرض الرئوي المرافق لتدخين السجائر الإلكترونية تظهر أنماطًا من الأذية الرئوية الحادة، تتضمن التهاب الرئة المنظم.[8]
- الإشعاعات المؤينة[9][10]
- الأمراض الالتهابية
  - الذئبة الجهازية
  - التهاب المفاصل الروماتويدي (التهاب الرئة المنظم المرتبط بالعامل الروماتويدي)
  - تصلب الجلد
- انسداد القصبات
  - سرطان الخلايا الحرشفية القصبي الداني[11]
- سارس-كوفيد-19

شوهد عند عدد من المرضى أن حالة خفيفة من كوفيد-19 أدت إلى بداية سريعة للالتهاب الرئوي المنظم. وثقت الحالات وعولجت بنجاح بالستيروئيدات القشرية عند اثنين من المرضى.
عرف المرض في 1985، على الرغم من أن أعراضه لوحظت من قبل دون أت تعرف كمرض رئوي منفصل. خطر الإصابة بالالتهاب الرئوي المنظم أعلى عند الأشخاص الذين يعانون من الأمراض الالتهابية مثل الذئبة، التهاب الجلد، التهاب المفاصل الروماتويدي، تصلب الجلد.

## التشخيص
يظهر الفحص السريري الخراخر بشكل شائع، وبشكل أكثر ندرة، يشاهد تبقرط الأصابع (أقل من 5% من الحالات). النتائج المختبرية غير نوعية.
نحو 75% من المرضى لديهم أعراض لمدة تقل عن شهرين قبل التماس الرعاية الطبية. يظهر مرض شبيه بالإنفلونزا مع السعال والحمى والشعور بالمرض (الدعث) والتعب وفقدان الوزن في البداية في نحو 40% من المرضى. لا يجد الأطباء أي تشوهات محددة في الاختبارات الروتينية أو في الفحص الفيزيائي، باستثناء وجود الفرقعة (الخراخر) عند إصغاء الصدر بالسماعة من قبل مقدم الرعاية. تظهر اختبارات وظائف الرئة عادة أن كمية الهواء في الرئتين أقل من الطبيعي. تكون كمية الأكسجين في الدم غالبًا منخفضة عند الراحة وتنخفض أكثر من ذلك مع ممارسة الرياضة.